# Vienna Concert

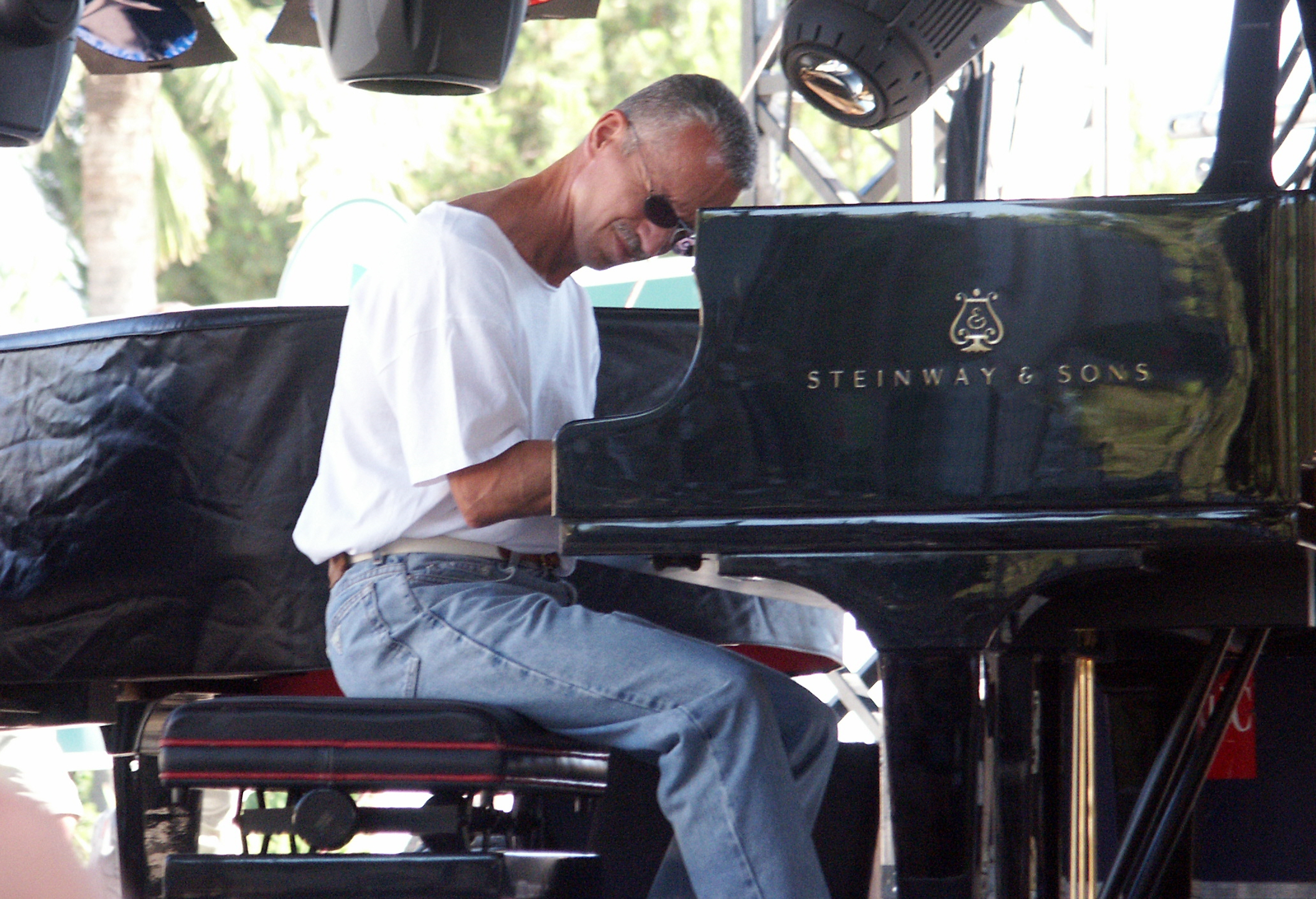
Keith Jarrett (2003)

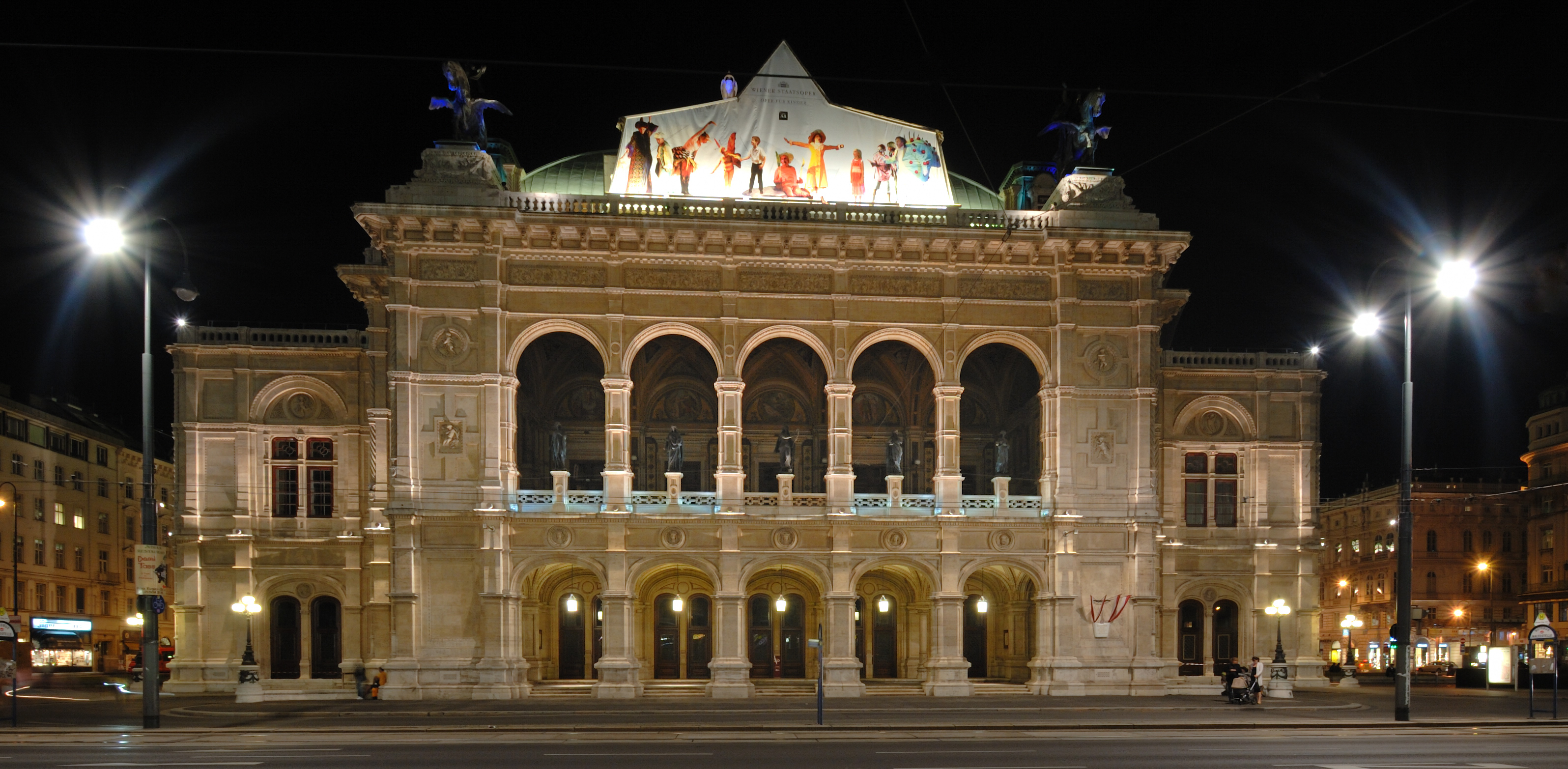
Wiener Staatsoper

Vienna Concert ist ein Jazzalbum des US-amerikanischen Pianisten Keith Jarrett. Die am 13. Juli 1991 bei einem Konzert in der Wiener Staatsoper mitgeschnittenen Aufnahmen erschienen am 1. September 1992 bei ECM Records.

## Hintergrund
Keith Jarrett hatte das Konzertjahr 1991 im Februar mit einem seiner Solokonzerte in der Avery Fisher Hall des Lincoln Centers von New York gestartet und war im gesamten April mit Gary Peacock und Jack DeJohnette auf einer Tournee in Japan unterwegs. Nach einem weiteren Auftritt des Trios auf dem Piccolo Spoleto Festival in Charleston im Juni folgten zwei weitere Solokonzerte: zunächst ein Konzert am 11. Juli in der Royal Festival Hall in London und zwei Tage später, am 13. Juli, das Konzert in der Wiener Staatsoper, dessen Mitschnitte von ECM Records bereits im Folgejahr als Vienna Concert veröffentlicht wurden.
Wolfgang Sandner vergleicht in seiner Jarrett-Biografie aufbauend auf David Akes Essay The Pianist As Mystic die frühen und späteren Solo-Improvisationen des Pianisten:

„Die pianistischen Solo-Improvisationen bilden in Jarretts Schaffen ein Kontinuum, bei dem sich, wie es David Ake beschrieben hat, die stilistischen Merkmale immer wieder ähneln, die Ideen und Techniken virtuos mischen. Aber natürlich hat sich Jarrett im Laufe der Jahre pianistisch und musikalisch weiterentwickelt. Gegenüber den frühen, sagen wir: wild entschlossenen Einspielungen wirken die späteren Aufnahme der achtziger und neunziger Jahre strukturell konturierter, auch wenn er mit hochvirtuoser Fingerfertigkeit die Klangmassen auftürmt und der Töneverbrauch enorm ist ... Der Eindruck ist nun viel mehr der eines Ad-hoc-Komponierens, wenn Jarrett improvisiert. Das bedeutet, wo früher ein Stück auch einmal aus den Fugen geriet, wie abrupt abgebrochen wirkte oder Klangschichten aneinanderstießen, die sich partout nicht verbinden lassen wollten, wird hier – trotz der Geschwindigkeit, mit der alles geschieht – eine übergeordnete Gestaltung spürbar, der Wille, etwas zusammenzufügen, was zusammengehört.“

Und Sandner weist auf Parallelen und Unterschiede der Aufnahme zum letzten zuvor von Jarrett veröffentlichten Solokonzert, dem Paris Concert aus dem Jahr 1990, hin:

„Im Part I, der .. etwa vierzig Minuten dauert, über einfache Kadenzen volksliedhaft einsetzt und mehrfach die Grundstimmung wechselt, taucht in der linken Hand .. dieser tiefe pochende Repetitionston wie ein Erinnerungsmotiv an das Paris Concert auf. Es mag Zufall sein, aber die Art und Weise, wie Jarrett danach agiert, wirkt wie eine Flucht vor der Kopie, indem er plötzlich das Grundtempo wechselt, mit beiden Händen über die Tastatur rast, als wolle er alle Anspielungen auf die alte Aufnahme im Rausch der Klänge hinwegfegen. Ganz am Ende des Konzerts allerdings, in einem mehr balladesken Abschnitt, kommt er wieder auf diese Repetitionstöne zurück, die hier nun wie Morsezeichen anmuten, die ein verschüttetes Bewusstsein in die Welt sendet, um nicht ganz vergessen zu werden.“

Richard S. Ginell fasst das Hörerlebnis des zweiteiligen Werkes in seinem Review bei Allmusic wie folgt zusammen:

„Vielleicht hatte das Spielen in der von europäischer Tradition geprägten Wiener Staatsoper einen offensichtlichen Einfluss, denn noch nie ist ein aufgenommenes Jarrett-Solokonzert in eine so logische, sogar klassische Gesamtstruktur gefallen wie dieses … Teil I entwickelt sich in einem majestätischen 41-Minuten-Bogen, der mit einem einfachen Choral beginnt, andächtig und pointiert, und plötzlich in eine gewagte, komplexe, aufgewühlte Toccata ohne Schwerpunkt mündet, technisch schillernd und rasant. Diese mündet in eine große tonale Passage mit Anklängen an die großen europäischen Klavierkonzerte, bevor sie in ein ruhig-bejahendes Finale mündet. Teil II ist kürzer und weniger streng strukturiert, wogt und verebbt um flirrende Tremoli und einen kurzen pulsierenden Rhythmus, der abwechselnd an den Nahen Osten und das mittelalterliche dies irae erinnert.“

Dass sich Keith Jarrett in einer „klassischen“ Schaffensphase befand, zeigen auch seine Konzerte im Herbst 1991: Am 21. Oktober und 22. Oktober interpretiert er in der Beethovenhalle in Bonn Werke von Wolfgang Amadeus Mozart, Dmitri Dmitrijewitsch Schostakowitsch und Igor Strawinsky.

## Titelliste
- Keith Jarrett – Vienna Concert

1. Vienna, Part 1 – 41:53
2. Vienna, Part 2 – 26:03

## Rezeption
Der Review von Richard S. Ginell bei Allmusic bewertete das Album mit 4 von 5 Sternen und meint, dies seien „seine beeindruckendsten Soloauftritte seit Sun Bear“. The Penguin Guide to Jazz vergaben 4 von 4 Sternen. Ian Carr, Digby Fairweather und Brian Priestley resümieren in ihrem Buch Jazz. Rough Guide:

„Jarrett war mit seinen Solokonzerten nie ganz zufrieden, mit Ausnahme von Vienna Concert. Er mochte es sogar so sehr, daß er später überlegte, ob er überhaupt noch solo auftreten sollte. Künstlerischer Prozeß und Resultat scheinen hier ein und dasselbe zu sein. Im Begleittext zur Platte schrieb er: „Ich habe das Feuer lange Zeit umworben, und mancher Funke ist in der Vergangenheit geflogen. Doch was die Musik auf dieser Platte spricht, ist zu guter Letzt die Sprache der Flamme selbst.““